# El Consejo
El Consejo é uma cidade venezuelana, capital do município de José Rafael Revenga.